# Josef de Souza
Josef de Souza Dias, född 11 februari 1989, mer känd som Souza, är en brasiliansk fotbollsspelare som spelar för Beşiktaş.